# Ophioglossum thomasii
Ophioglossum thomasii är en låsbräkenväxtart som beskrevs av Clausen. Ophioglossum thomasii ingår i släktet ormtungor, och familjen låsbräkenväxter. Inga underarter finns listade i Catalogue of Life.